# كلية الطب (جامعة طنطا)
كلية الطب (جامعة طنطا) كلية حكومية في جامعة طنطا أنشأت سنة 1963 بالقرارالجمهوري رقم 1468، تقع في محافظة الغربية. تمنح درجة البكالوريوس في الطب والجراحة في العلوم الطبية من خلال برنامج بكالوريوس الطب والجراحة.

## الأقسام

### الأقسام الأكاديمية
- قسم التشريح والأجنة
- قسم الأنسجة والخلايا
- قسم وظائف الأعضاء
- قسم الكيمياء الحيوية
- قسم الميكروبيولوجيا والمناعة
- قسم الباثولوجيا
- قسم الفارماكولوجيا
- قسم الطفيليات
- قسم طب المجتمع
- قسم الطب الشرعي

### الأقسام السريرية
- قسم الروماتيزم والطب الطبيعى والتأهيل
- قسم طب وجراحة العيون
- قسم أنف وأذن وحنجرة
- قسم طب الأطفال
- قسم الباثولوجيا الإكلينيكية
- قسم المسالك البولية
- قسم جراحة العظام
- قسم النساء والتوليد
- قسم الأمراض الصدرية
- قسم القلب والاوعية الدموية
- قسم الأشعة التشخيصية والتصوير الطبي
- قسم الأمراض الجلدية والتناسلية
- قسم جراحة المخ والأعصاب
- قسم جراحة القلب والصدر
- قسم الجراحة العامة
- قسم جراحة الاوعية الدموية
- قسم أمراض الباطنة
- قسم التخدير ووحدة العناية المركزة
- قسم طب المناطق الحارة والحميات
- قسم الامراض النفسية والعصبية
- قسم علاج الاورام بالاشعة
- قسم الطوارئ رالاصابات
- قسم التجميل والإصلاح

## المستشفيات
- المستشفى الرئيسي
- مستشفى الرمد
- العيادة الشاملة
- مستشفى الطلبة
- مستشفى الطوارئ
- مستشفى الباطنة الجديدة

## الدرجات العلمية
تمنح كلیة طب طنطا درجات:
- البكالوریوس في الطب والجراحة
- دبلوم الدراسات العليا
- الماجستیر
- الدكتوراه

## وصلات خارجية
- الموقع الرسمي للكلية
- فيديو لكلية الطب جامعة طنطا
- فيديو المستشفى التعليمي العالمي – جامعة طنطا